# Roberto Laneri
Roberto Laneri (* 25. März 1945 in Arzignano) ist ein italienischer Musiker (Klarinetten, Sopransaxophon, Obertongesang, Synthesizer) und Komponist.

## Leben und Wirken
Laneri studierte zunächst Philosophie an der Universität Rom, bevor er ein Studium als Klarinettist am Conservatorio di Santa Cecilia in Rom und an der State University of New York, Buffalo absolvierte; in Buffalo studierte er auch Komposition (M.A.), bevor er 1975 an der University of California, San Diego über Prima Materia: An Opus in Progress; the Natural Dimension of Music promovierte. Als Musiker arbeitete er zwischen 1965 und 1968 in der italienischen Free-Jazz-Szene mit Bruno Tommaso, Giancarlo Schiaffini, Mario Schiano, Marcello Melis und Franco Tonani. Als Student gründete er in den USA das Jazz in Progress Orchestra. Zwischen 1970 und 1972 führte er Werke von Lejaren Hiller und Lukas Foss auf, unter anderem auch in der Carnegie Recital Hall. 1971 und 1972 gehörte er zum S.E.M. Ensemble von Petr Kotík, mit dem er die Songbooks von John Cage in Köln und Berlin aufführte. Mit Frederic Rzewski trat er auf dem Festival Metamusik Berlin (1972) auf.
1972 begann er vermehrt zu komponieren und sich mit neuen Vokaltechniken zu beschäftigen. 1973 gründete er mit weiteren Obertonsängern das Ensemble Materia Prima, das sich auf Bordunklänge spezialisierte, 1977 das Album Tail of the Tiger veröffentlichte und bis 1980 bestand. 1984 war er mit Christian Bollmann, Jochen Vetter und anderen Obertonsängern an den Aufnahmen im vorübergehend stillgelegten Trinkwasserspeicher Severin in Köln beteiligt (Vor der Flut). Seit 1985 hat er unter eigenem Namen diverse Tonträger vorgelegt. Als Holzbläser war er auch an den Aufnahmen von Charles Mingus’ Music for „Todo Modo“ (1976) und von Peter Gabriels Security (1981) beteiligt.

## Diskographie
- Two Views of the Amazon (1985)
- Anadyomene (1987)
- Memories of the Rain Forest (1994)
- Inside Notes (2001) (mit Claudio Ricciardi)
- Sentimental Journey (2006)

## Lexikalische Einträge
- Encyclopedia of Electronic Music